# Lindholm Station
 For alternative betydninger, se Lindholm. (Se også artikler, som begynder med Lindholm)
 Denne artikel omhandler stationen i Nørresundby. Opslagsordet har også en anden betydning, se Lindholm Station (Slangerupbanen).
Lindholm Station er en dansk jernbanestation i bydelen Lindholm i den vestlige del af Nørresundby.
Lindholm Station ligger på Vendsysselbanen mellem Aalborg og Frederikshavn og er desuden udgangspunkt for Lufthavnsbanen mellem Nørresundby og Aalborg Lufthavn. Stationen blev anlagt som en del af Aalborg Nærbane og blev indviet 14. december 2002 – et år før de øvrige nye nærbanestationer. Trafikken på nærbanen blev overtaget af Nordjyske Jernbaner 6. august 2017.
Stationen er placeret ca. 300 meter nord for den gamle Nørresundby Station (fra Vendsysselbanens indvielse i 1871), som blev nedlagt i 1970'erne som følge af vigende passagertal.[kilde mangler]